# Safaripark
En safaripark er en form for dyrepark, hvor turister kan køre igennem i deres egen bil og opleve dyrene, der går frit omkring.
En safaripark er større end en normal zoologisk have, men mindre end vildreservat. Eksempelvis dækker African Lion Safari i Hamilton, Canada 3.0 km2 mens vildreservatet ved Lake Nakuru der er en del af Søerne i Riftdalen i Kenya er 168 km2, og typisk vildreservat for storvildt er eksempelvis Tsavo East, der omfatter 11.747 km2.
Mange safariparker har bevaringsprogrammer for truede dyrearter som elefanter, næsehorn, giraffer, løver, tigre, leoparder og hyæner.
En meget stor del af safariparkerne er grundlagt inden for en relativt kort periode på omkring 10 år fra 1966 til 1975.

## Safariparker
- Europa
  - Belgien : Aywaille (Le Monde Sauvage, (1975)
  - Frankrig : Thoiry (Réserve Africaine, 1968), Peaugres (Safari de Peaugres, 1974), Sigean (Réserve africaine de Sigean, 1974), Saint-Vrain (Parc du Safari de Saint-Vrain, 1975–1998), Obterre (Haute Touche Zoological Park, 1980) owned by the Muséum national d'histoire naturelle, Port-Saint-Père (Planète Sauvage, 1992)
  - Holland : Hilvarenbeek (Safaripark Beekse Bergen, 1968)
  - Italien : Bussolengo (Parco Natura Viva), 1969), Fasano (Zoosafari, 1973), Pombia (Safari Park, 1976), Murazzano (Parco Safari delle Langhe, 1976), Ravenna (Safari Ravenna, 2012)
  - Danmark : Givskud (Givskud Zoo, 1969), Knuthenborg (Knuthenborg Safaripark, 1969), Ebeltoft (Ree Park - Ebeltoft Safari, 1991)
  - Sverige : Kolmården (Safari Park, 1972–2011), Smålandet (Markaryds Älg & Bison Safari,?)
  - Spanien : Cabárceno (Parque de la Naturaleza, 1990)
  - Portugal : Badoca Safari Park (Badoca Safari Park)
  - Rusland : Kudykina Gora (Кудыкина гора)
  - Storbritannien Longleat (1966), Windsor (1969–1992), Woburn (1970), Knowsley (1971), Lambton (Lion Park, 1972–1980), Bewdley (West Midland Safari Park, 1973), Blair Drummond (1970), Highland Wildlife Park (1972)
  - Tyskland : Gelsenkirchen (Löwenpark, 1968–1989), Tüddern (Löwen-Safari, 1968–1990), Stuckenbrock (Safariland Stuckenbrock, 1969), Hodenhagen (Serengeti Park, 1974)
  - Østrig : Gänserndorf (Safaripark, 1972–2004)
- Americas
  - United States
    - Arizona :  Camp Verde (Out of Africa Wildlife Park, 1988)
    - Arkansas :  Gentry (Wild Wilderness Drive-Thru Safari, 1970)
    - Californien : Escondido (San Diego Zoo Safari Park, tidligereSan Diego Wild Animal Park, 1972)
    - Florida :  Loxahatchee (Lion Country Safari, 1967)
    - Louisiana : Epps (High Delta Safari Park)
    - Maryland : Largo (The Largo Wildlife Preserve, 1973–1978, nu brugt til Six Flags America)
    - Nebraska : Ashland (Lee G. Simmons Conservation Park and Wildlife Safari)
    - New Jersey : Jackson (Great Adventure, 1974, nu brugt til Six Flags America Great Adventure & Wild Safari), West Milford ("Warner Brothers Jungle Habitat", 1972–1976)
    - Texas : Grand Prairie (Lion Country Safari, 1971–1992), San Antonio (Natural Bridge Wildlife Ranch, 1984), Glen Rose (Fossil Rim Wildlife Ranch, 1984)
    - Oregon : Winston (Wildlife Safari, 1973)
    - Ohio : Port Clinton (African Safari Wildlife Park, 1973), Mason (Lion Country Safari at Kings Island, 1974–1993)
    - Virginia : Doswell (Lion Country Safari at Kings Dominion, 1974–1993), Natural Bridge (Virginia Safari Park, 2000)
    - Georgia : Pine Mountain (Wild Animal Safari, 1991)

  - Canada
    - Ontario : Flamborough (African Lion Safari, 1969)
    - Quebec : Hemmingford (Parc Safari Africain, 1972), Montebello (Parc Omega)

  - Mexico:
    - Puebla (Africam Safari, 1972)
    - Morelos (Zoofari, 1984)

  - Guatemala : Escuintla (Auto Safari Chapin, 1980)
  - Chile : Rancagua (Safari Park Rancagua, 2009)
  - Brasilien : São Paulo (Zoo Safári, 2001 - denne park var tidligere kendt somtidligere Simba Safari fra 1972 til 2001.)
  - Puerto Rico: Vega Alta (Safari Park, 1970.) Parkens navn var blot "Safari Park".[1]
- Asia
  - Bangladesh : Gazipur (Bangabandhu Sheikh Mujib Safari Park, 2013), Cox's Bazar (Dulahazara Safari Park, 1999)
  - Filippinerne : Calauit (Calauit Safari Park, 1975), Morong (Zoobic Safari, 2003)
  - Israel : Ramat-Gan Safari(1974)
  - Indien : Etawah (Etawah Safari Park, tidligere Lion Safari Etawah, 2018), Rajgir (Rajgir Zoo Safari, 2022)
  - Japan : Miyazaki (Safari Park, 1975), Usa (Kyushu African Safari, 1976), Mine (Akiyoshidai Safari Land, 1977), Tomioka (Gunma Safari Park, 1979), Susono (Fuji Safari Park, 1980), Himeji (Central Park, 1984)
  - Kina : Shenzhen (Safari Park, 1993), Shanghai (Wild Animal Park, 1995), Qinhuangdao (Qinhuangdao Wildlife Park, 1995), Guangzhou (Xiangjiang Safari Park, 1997), Jinan (Safari Park, 1999), Badaling (Safari World, 2001)
  - Pakistan: Lahore (Lahore Zoo Safari, 2009, tidligere Lahore Wildlife Park, 1982)
  - Thailand : Bangkok (Safari World, 1988)
  - Indonesien : Taman Safari, with three locations in Bogor, Mount Arjuno and Bali (in Bali includes Marine Park)
  - Malaysia : Malacca (A'Famosa Animal World Safari, 2001), Pahang (Bukit Gambang Safari Park)
  - Singapore :  (Night Safari, Singapore, 1994)
  - Taiwan : Xinzhu (Leofoo Safari Park)
  - Vietnam : Phú Quốc (Vinpearl Safari, 2015)
  - United Arab Emirates: (Dubai Safari Park, 12 December 2017)
- Oceanien
  - Australien
    - New South Wales : Warragamba (African Lion Safari, 1968–1991)
    - South Australia : Monarto (Monarto Safari Park, 1983)
    - Victoria: Werribee (Werribee Open Range Zoo, 1983)
    - Western Australia: Wanneroo (Wanneroo Lion Park, 1971–1988)
- Afrika
  - Egypten : Alexandria (Africa Safari Park, 2004)